# 친제이 스즈카
친제이 스즈카(일본어: 鎮西 寿々歌, 1998년 11 월 24일~)는 일본 여성 배우이자, 아이돌이며, 여성 아이돌 그룹 FRUITS ZIPPER의 멤버로 활동 중이다.